# Üç Kız Kardeş
Üç Kız Kardeş (dt.: Drei Schwestern) ist eine türkische Fernsehserie unter Regie von Eda Teksöz und dem Drehbuch von Nilüfer Özçelik und Sevgi Yılmaz. Die erste Folge wurde am 2. Februar 2022 auf Kanal D ausgestrahlt. Die Serie basiert auf dem gleichnamigen Roman von İclal Aydın.

## Handlung
Die drei Schwestern Türkân, Dönüş und Derya leben gemeinsam mit ihren Eltern Herrn Sadık und Frau Nesrin und träumen von den wundervollen Jahren, die sie erwarten.

## Dreharbeiten
Die Dreharbeiten zu der Serie finden in Ayvalık, einer Stadt in der Provinz Balıkesir, statt.

## Besetzung und Charaktere

### Hauptdarsteller
| Schauspieler      | Rolle                  | Folge |
| ----------------- | ---------------------- | ----- |
| İclal Aydın       | Nesrin Kalender        | 1-    |
| Reha Özcan        | Sadık Kalender         | 1-    |
| Özgü Kaya         | Türkan Kalender Korman | 1-    |
| Almila Ada        | Dönüş Kalender         | 1-    |
| Melisa Berberoğlu | Derya Kalender         | 1-    |

### Weitere Hauptdarsteller
| Schauspieler     | Rolle            | Folge |
| ---------------- | ---------------- | ----- |
| Berker Güven     | Somer Korman     | 1-    |
| Veda Yurtsever   | Rüçhan Korman    | 1-    |
| Tayfun Erarslan  | Özer Korman      | 1-    |
| Benian Dönmez    | Nezahat Kalender | 1-    |
| Nazlı Senem Ünal | Mine             | 1-    |
| Anıl Tetik       | Hakan Demir      | 3-    |
| Eren Ören        | Mustafa Yalçın   | 17-   |
| Ayça İnci        | Sevilay Yalçın   | 19-   |
| Yiğit Dikmen     | Özgür Tunca      | 23-   |

### Nebendarsteller
| Schauspieler    | Rolle          | Folge |
| --------------- | -------------- | ----- |
| Murat Çidamlı   | Hikmet         | 1-    |
| Hakan Atalay    | Fatih Kalender | 1-    |
| Demircan Kaçel  | Mesut          | 1-    |
| Vural Şahanoğlu | Serdar         | 1-    |
| Emre Kıvılcım   | İrfan          | 1-    |
| Ece Baliç       | Dilek          | 1-    |
| Serhan Süsler   | Nihat          | 3-    |
| Murat Parasayar | Dr. Metin      | 3-    |
| Güldestan Yüce  | Ayla           | 3-    |

## Serienübersicht
| Staffel    | Ausstrahlungstag und -zeit | Staffelbeginn      | Staffelende   | Anzahl der Folgen | Folgenabschnitte | Veröffentlichungsjahr | TV-Sender |
| ---------- | -------------------------- | ------------------ | ------------- | ----------------- | ---------------- | --------------------- | --------- |
| 1. Staffel | Dienstag, 20.00 Uhr        | 22. Februar 2022   | 14. Juni 2022 | 16                | 1-16             | 2022                  | Kanal D   |
| 2. Staffel | Dienstag, 20.00 Uhr        | 13. September 2022 | -             | 8                 | 17-              | 2022-                 | Kanal D   |